# Try To Remember
Try To Remember er en dansk novellefilm fra 1984. Den er filminstruktøren Stefan Henszelmans afgangsfilm fra Den Danske Filmskole i København.
Filmen er en ordløs novellefilm produceret af Det Danske Filmstudie og vakte den en del opmærksomhed. Den beskriver i flashbacks en trediveårig fyrs psykologiske krise som følge af, at han undertrykker sin homoseksualitet.
Filmen deltog i filmfestivalen Berlinalen i Berlin 1985 og New York Gay Film Fesitival 1986.

## Handling
En fortælling om en konkurrenceløber, der i glimt tager en rejse tilbage i erindringen, hvor barndom og ungdom formede hans indre liv. Ikke blot opdager han, at hans tiltrækning til sporten havde med dragningen mod vennerne at gøre, men det var også en måde at få bekræftet sin maskulinitet på.

## Medvirkende
- Hans Henrik Voetmann
- Søren Helsted
- Peter Svarre
- Kim Lunding
- Leif Pajor
- Jonas Bering Liisberg
- Lotte Landin
- Jørgen Weel
- Asta Esper Andersen
- Erik Holmey
- Sysser Kjeldsen
- Bjarne Bender Mortensen
- Torben Moesby
- Jan Hansen
- Christian Neergaard